# Kościół Zesłania Ducha Świętego w Radomiu
Kościół Zesłania Ducha Świętego w Radomiu – rzymskokatolicki kościół parafialny należący do parafii pod tym samym wezwaniem (dekanat Radom-Zachód diecezji radomskiej).
Jest to budowla drewniana wybudowana dzięki staraniom księdza Mirosława Rudnickiego. Kościół został poświęcony w dniu 11 kwietnia 1999 roku przez biskupa Edwarda Materskiego.